# الماس (گوهرسنگ)

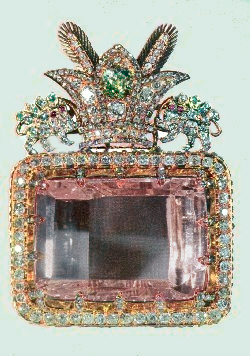
الماس‌ دریای نور، بزرگترین الماس صورتی جهان.

الماس، به عنوان یک جواهر، یکی از شناخته شده‌ترین و پرطرفدارترین گوهرسنگ‌ها است. آن‌ها از زمان‌های قدیم به عنوان وسایل تزئینی مورد استفاده قرار می‌گرفتند.
سختی و پراکندگی بالای نور الماس، آن را برای کاربردهای صنعتی مفید و به عنوان جواهرات مطلوب می‌کند. از الماس در حلقه‌های نامزدی استفاده می‌شود. این عمل در میان اشراف اروپایی در اوایل قرن پانزدهم گزارش شده است، اگرچه در آن زمان برای این هدف، یاقوت و یاقوت کبود سنگ‌های مطلوب‌تری بودند. محبوبیت امروزی الماس تا حد زیادی توسط مجموعه شرکت‌های د بیرز ایجاد شد که اولین معادن الماس در مقیاس بزرگ را در آفریقای جنوبی تأسیس کرد. د بیرز از طریق یک کمپین تبلیغاتی که از دهه ۱۹۳۰ شروع شد و تا اواسط قرن بیستم ادامه یافت، الماس‌ها را به بخشی کلیدی از روند نامزدی و نمادی از وضعیت مطلوب تبدیل کرد. ارزش بالای الماس، نیروی محرکه دیکتاتورها و نهادهای انقلابی به ویژه در آفریقا بوده است که از کار بردگان و کودکان برای استخراج الماس‌های خونین برای تأمین مالی درگیری‌ها استفاده می‌کنند.
اگرچه اعتقاد بر این است که ارزش الماس ناشی از نادر بودن آن است، اما الماس‌های با کیفیت جواهر در مقایسه با سنگ‌های قیمتی کمیاب مانند اسکندریت بسیار یافتنی‌تر هستند و تولید سالانه الماس خام جهانی حدود ۱۳۰ میلیون قیراط (۲۶ تن) تخمین زده می‌شود.